# Bostrychus africanus
Bostrychus africanus е вид бодлоперка от семейство Eleotridae. Видът не е застрашен от изчезване.

## Разпространение
Разпространен е в Ангола, Бенин, Габон, Гана, Гвинея, Гвинея-Бисау, Демократична република Конго, Екваториална Гвинея, Кабо Верде, Камерун, Кот д'Ивоар, Либерия, Нигерия, Сао Томе и Принсипи, Сенегал, Сиера Леоне и Того.

## Описание
На дължина достигат до 21 cm.